# Parvaponera darwinii
Parvaponera darwinii (лат.) — вид муравьёв (Formicidae) из подсемейства Ponerinae (Ponerini). Тропики и субтропики Старого Света.

## Распространение
Встречается в различных регионах Строго света: Австралия, Африка (Дем. Респ. Конго), Южная и Юго-Восточная Азия, Меланезия, Япония, а также завезен в Европу (Мальта).

## Описание
Мелкие коричневого цвета муравьи (менее 5 мм). Усики 12-члениковые. Петиоль крупный. Первоначально вид был описан в 1893 году швейцарским мирмекологом Огюстом Форелем под названием Belonopelta darwinii Forel, 1893. Позднее он менял своё систематическое положение и оказывался в различных родовых таксонах: в Pseudoponera (Bingham, 1903); в Euponera (Emery, 1911); в Trachymesopus (Wilson, 1958); С 1995 года (Bolton, 1995) числится в составе Pachycondyla, а с 2014 года в составе рода Parvaponera.

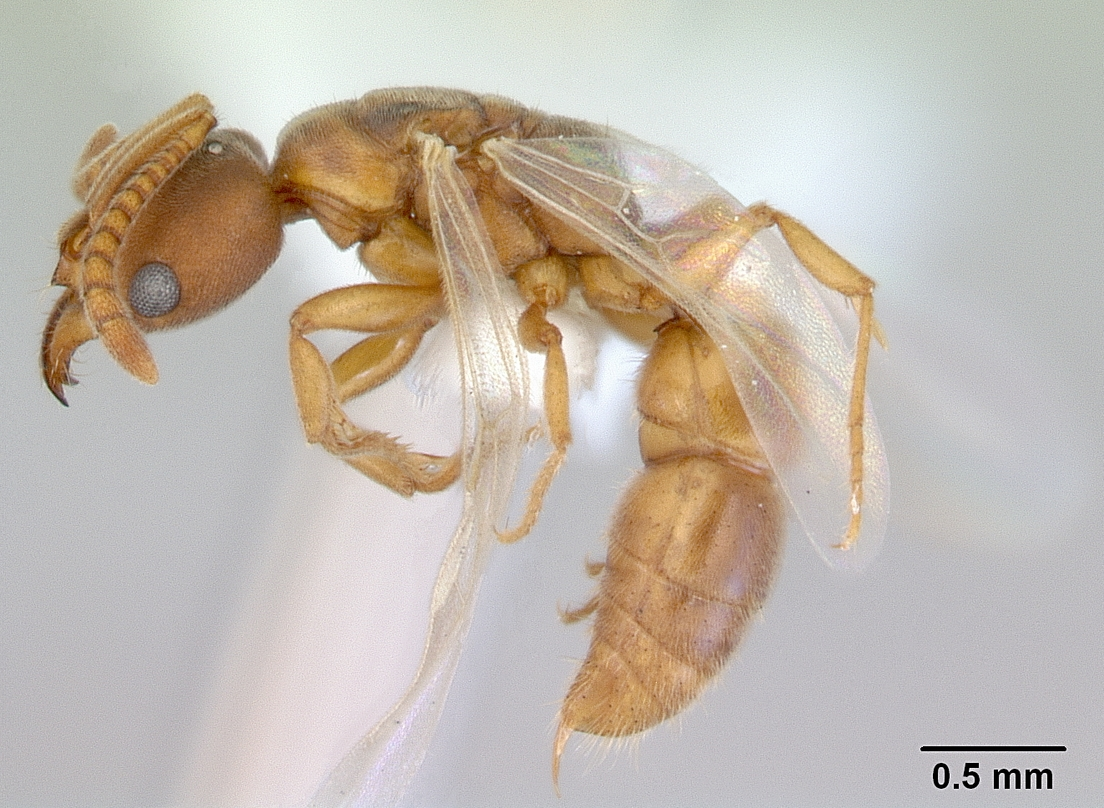
Самка сбоку
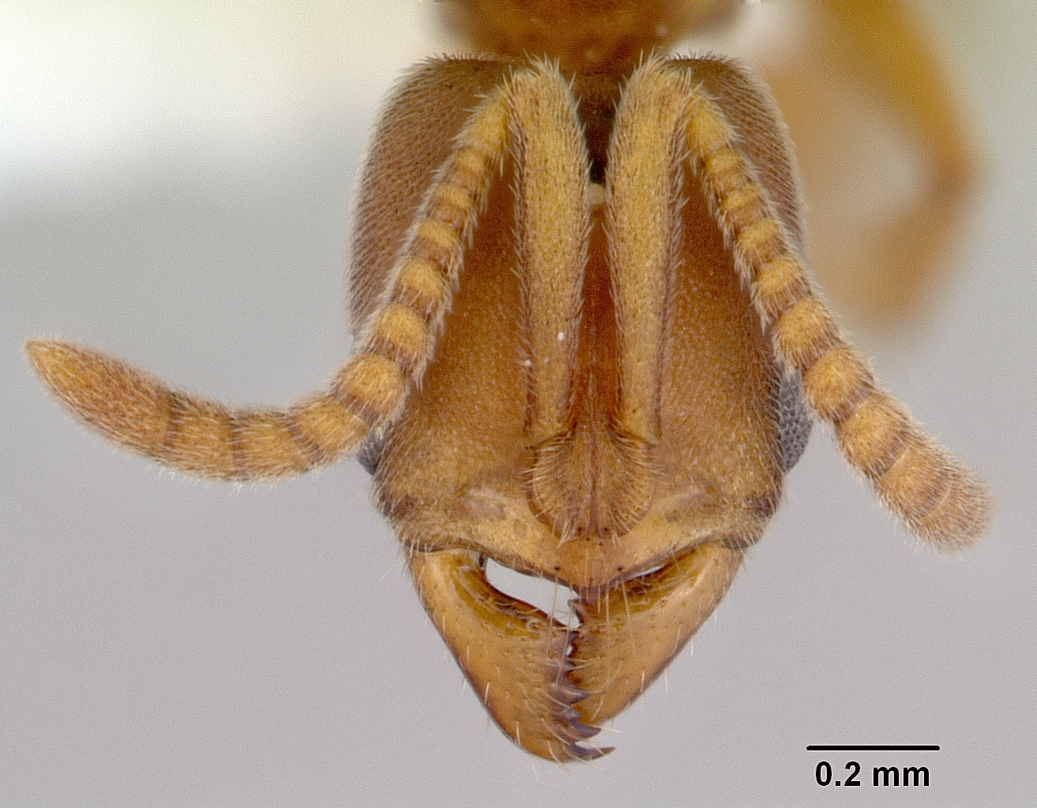
Голова спереди
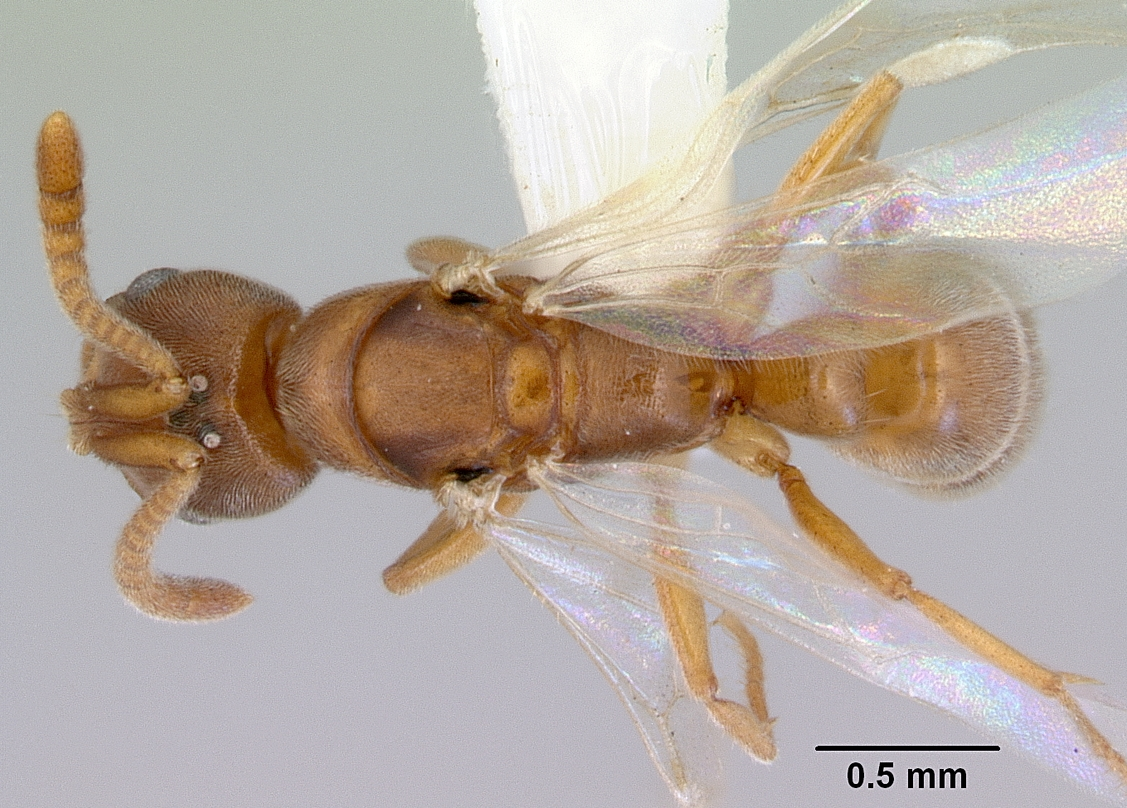
Самка сверху
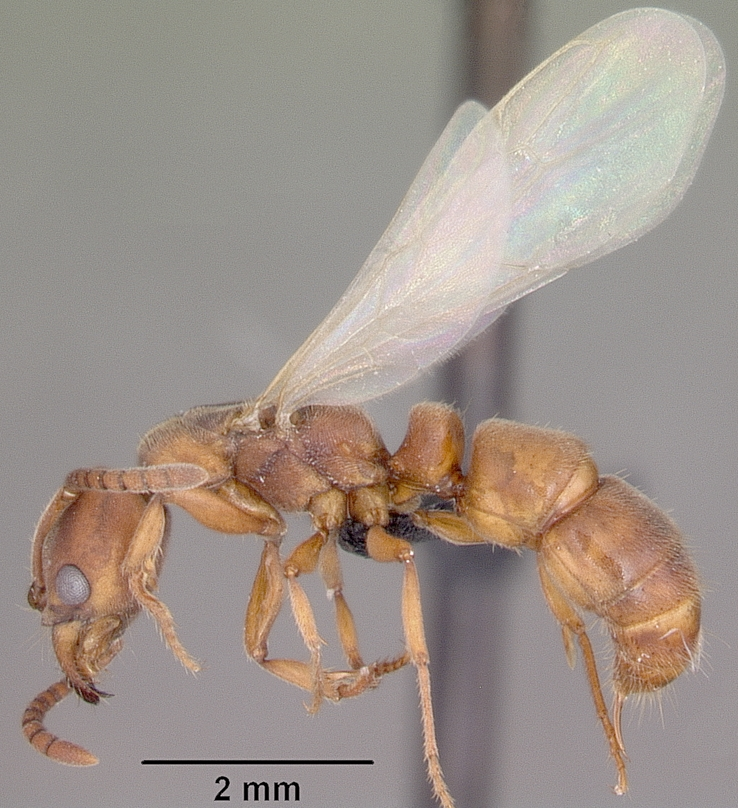
Самка сбоку
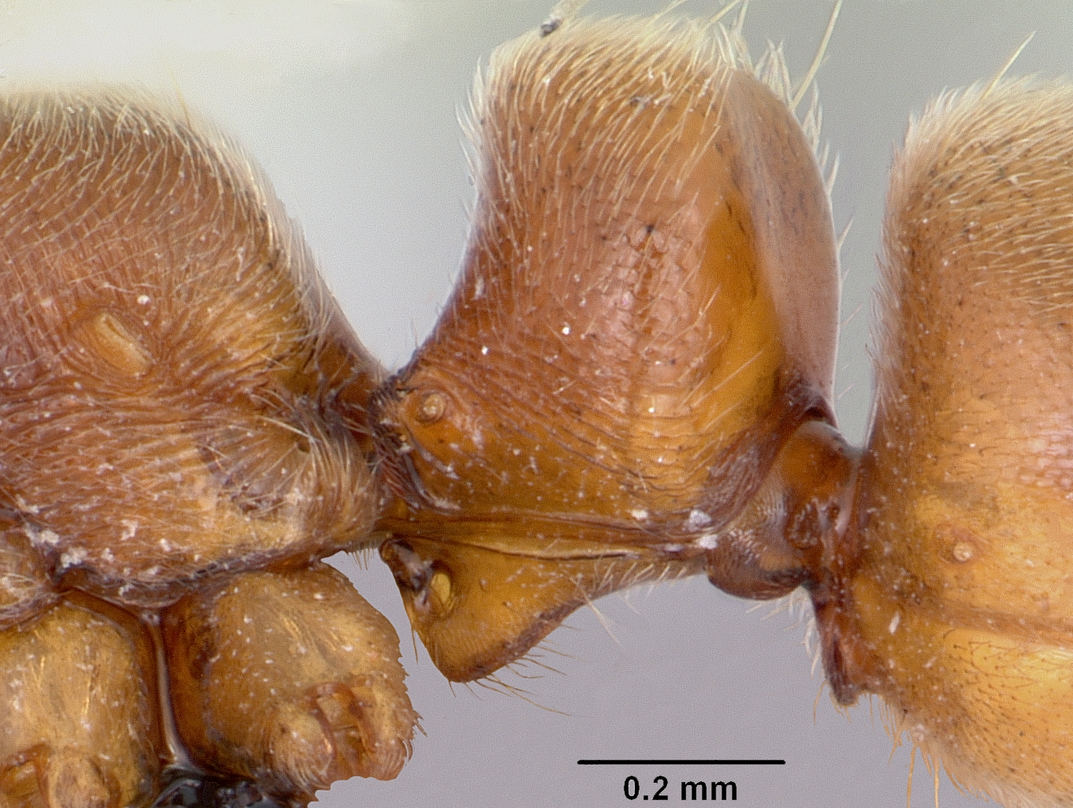
Петиоль сбоку
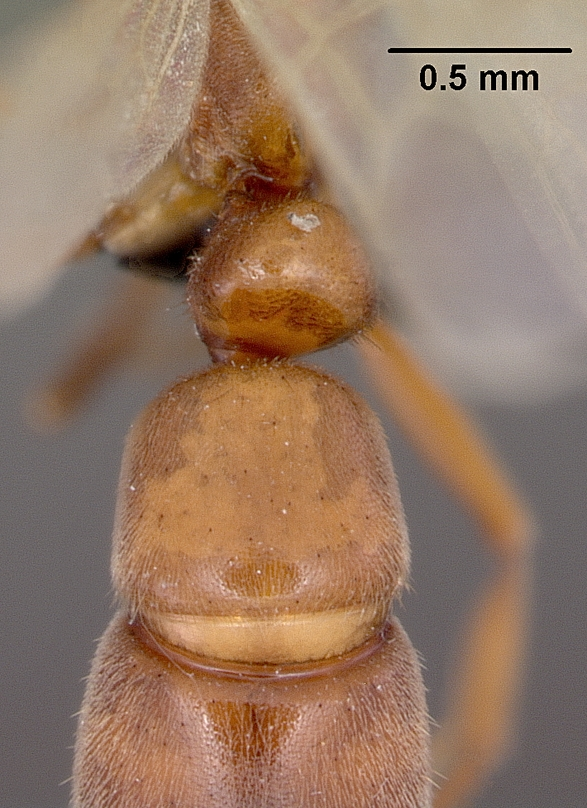
Петиоль сверху

### Подвиды
Выделяют подвиды
- Parvaponera darwinii africana  (Forel, 1909)[8]
- Parvaponera darwinii madecassa  (Emery, 1899)[9]
- Parvaponera darwinii darwinii

Ранее также выделяли::
- Pachycondyla darwinii indica (Emery, 1899)[12]

### Не путать
Имеются сходные сокращенные названия других видов организмов:
- P. darwinii
  - Pld. darwinii
  - Plp. darwinii
  - Pt. darwinii
- P. darwini
  - Pu. darwini
  - Ph. darwini